# Haplología
La haplología (del griego ἁπλόος, simple, y -λογία, logía, tratado o ciencia, de λόγος, palabra) es un proceso fonológico de elisión o eliminación de fonemas, consistente en la reducción de dos grupos de sonidos semejantes a uno, las más de las veces de dos sílabas muy parecidas o idénticas a una sola. 

## Ejemplos en español
En español actual, un ejemplo de haplología es la reducción del verbo necesitar a nesitar en toda su conjugación y en todos los dialectos donde se produce el seseo, o la simplificación del español vulgar un analis, en vez de un análisis. Aunque estos ejemplos forman parte de hablas no estándar, también se encuentran ejemplos en el español estándar, como trágico-cómico > tragicómico, o jocoso-serio > jocoserio.
La haplología ha constituido además un recurso frecuente de evolución de la lengua, como en la simplificación del latín impudicitia al castellano impudicia, o del griego εἰδωλολάτρης al latín idolatra y español idólatra. También se ha utilizado en la acuñación de palabras nuevas a partir de raíces latinas o griegas: la palabra fosfato proviene del griego phōsphóros φωσφόρος, 'portador de luz' y el sufijo -ato ‘compuesto químico’, que debería haber resultado en fosforato, pero dio lugar a fosfato.
Al norte de Burgos, dos pueblecitos, Peñahorada y Villaverde de Peñahorada, eran nombrados antiguamente como Peñahoradada, al descender del verbo horadar. Ambas formas se utilizan y son válidas.

## Ejemplos en otras lenguas
En inglés, los adjetivos terminados en -ble, con la adición del sufijo -ly, deberían dar lugar a -blely pero, en realidad, originaron adverbios terminados en bly: possible + -ly > *possiblely > possibly. Uno de estos adverbios ha registrado una doble haplología en la lengua hablada: probable + -ly > *probablely > probably > *probly. 
El francés también registra haplologías, como minéralogie (minéralologie), o la prohibición de dos y, dos en o dos de seguidos por razones de eufonía, aunque la estructura gramatical de la frase o su significado los exijan: je parle de (d')autres choses > je parle d'autres choses.
El proceso existe también en vasco, en palabras compuestas: mendebal (viento del oeste) + alde (zona) > mendebalde (oeste); sagar (manzana) + ardo (vino) > sagardo (sidra); garagar (cebada) + ardo > garagardo (cerveza). 
- Datos: Q572088